# Нгбака
Нгба́ка (англ. ngbaka) — адамава-убангийский народ, населяющий северо-западные районы Демократической Республики Конго, северо-восточные районы Республики Конго и южные районы Центральноафриканской Республики. Наиболее близки к нгбака народы гбайя и манжа (мандза). Ранее народ нгбака рассматривался как одна из этнических групп в составе народа гбайя. Общая численность оценивается в 1 410 тысяч человек (2011).

## Ареал и численность
Основная область расселения народа нгбака — плато Гемена в излучине реки Убанги на северо-западе Демократической Республики Конго (главным образом в провинции Южное Убанги, порядка 850 селений). Небольшие группы нгбака живут также по правому берегу Убанги на северо-востоке Республики Конго (восточная часть области Ликуала) и на юго-западе Центральноафриканской Республики. Нгбака расселены в соседстве с народом нгомбе группы банту, а также в соседстве с такими родственными народами, как нгбанди, моно и другими.
По оценочным данным, опубликованным в издании «Большая Российская энциклопедия» (2011), численность нгбака составляла 1400 тысяч человек в Демократической Республике Конго и 5 тысяч человек в Республике Конго. По современным оценкам, представленным на сайте Joshua Project, численность нгбака составляет порядка 1754 тысяч человек, из них в Демократической Республике Конго — 1744 тысячи, в Республике Конго — 6,3 тысячи, в Центральноафриканской Республике — 4 тысячи.

## Общие сведения

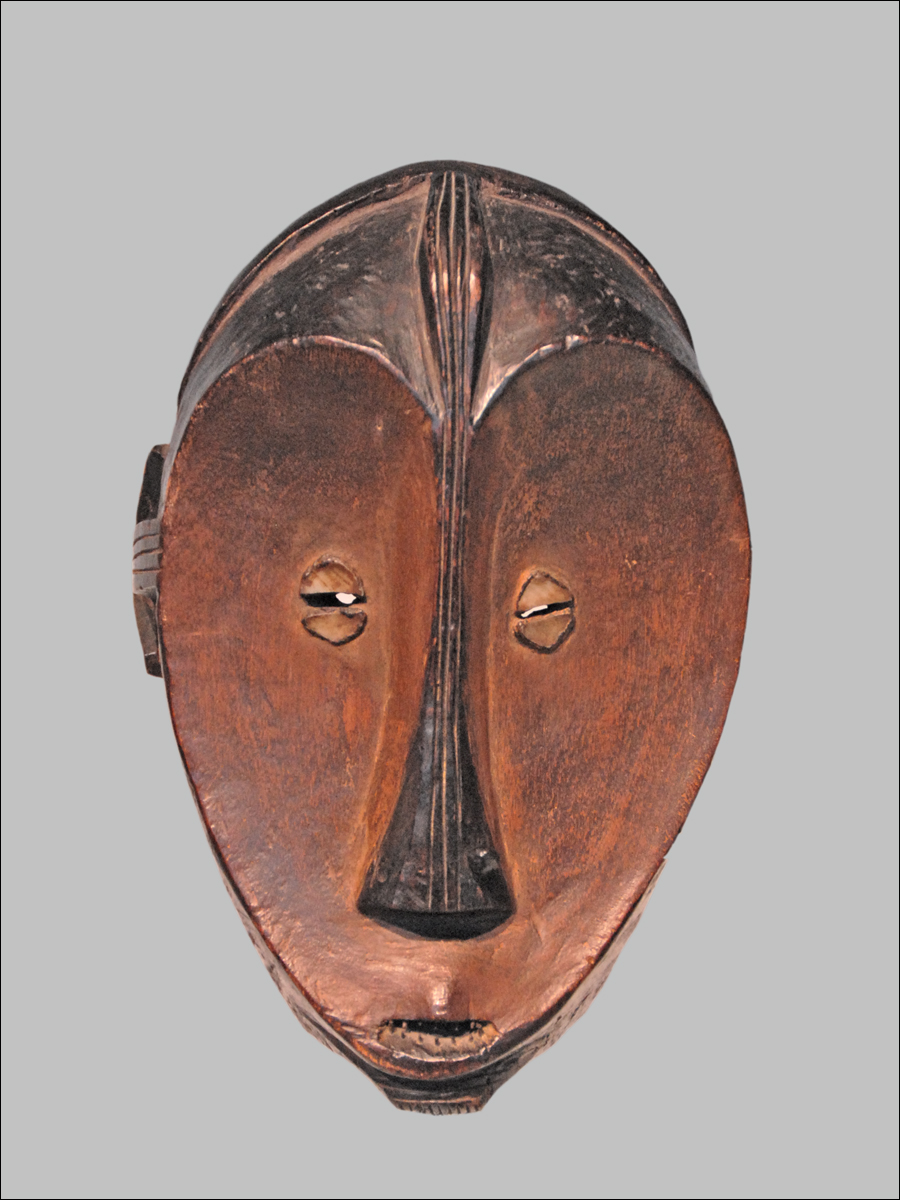
Деревянная резьба
(Музей на набережной Бранли)

Предки народа нгбака переселились на территорию современного проживания в 1920-х годах. Вместе с народами гбайя и манжа они мигрировали на юг в бассейн Убанги из районов, расположенных у озера Чад. В процессе переселения нгбака контактировали с народами ма’бо (в бассейне реки Луа-Декере) и моно (в бассейнах рек Бембе и Лубиа), оказавшими заметное влияние на культуру и быт нгбака. В настоящее время отмечаются культурно-бытовые контакты и взаимовлияние нгбака с соседними народами гбайя, нгбанди и нгомбе. Значительное влияние, особенно в искусстве, на нгбака оказывают также занде. Наиболее близки к нгабака представители народа гбайя, но несмотря на значительную культурную и языковую близость представителей этих этнических общностей, они считают, что относятся к разным народам и говорят на разных языках. Между нгбака и соседями вплоть до последнего времени всё ещё возникают конфликты, вызванные спорами из-за земельных угодий.
Традиционная культура нгбака схожа с культурой остальных народов Экваториальной Африки. К основным традиционным занятиям нгбака относят ручное земледелие (выращивание кукурузы, сорго, маниока, бананов), разведение коз и птицы, а также рыболовство, которым занимаются только женщины. Охота сохраняется, но ввиду сокращения природных ресурсов уже не играет сколько-нибудь значительной роли в современном хозяйстве нгбака. Важное значение имеет кузнечное ремесло, профессия кузнеца является самой почётной в общинах нгбака среди прочих профессий, занятий и ремёсел. Кузнецы изготавливают детали сельскохозяйственных орудий, охотничье оружие и многие другие предметы. Из ремёсел также развиты обработка меди, резьба по дереву (изготовление табуретов, подголовников, антропоморфных курительных трубок, статуэток, масок и многих других изделий), резьба по слоновой кости и плетение циновок и корзин из волокон пальмы рафии с геометрическим рисунком.
Традиционная одежда — набедренная повязка. Распространена скарификация — на лоб наносят вертикальные рубцы.
Системы терминов родства у нгбака бифуркативного типа с генерационным скосом «омаха». Сиблинги обозначаются общим термином без разделения по возрасту и полу. Централизованная власть отсутствует. Основу традиционной социальной организации составляют деревенские общины, состоящие из большесемейных общин. Вождь деревни избирается главами семей общины. Решения, принимаемые советами глав семей, часто «скрепляются кровью». Счёт родства патрилинейный, патрилинейные роды известны под названием «зо». Почётное положение в общине помимо мужчин может также занимать самая старая из женщин. Значимость членов деревенской общины зависит от наличия у них наиболее древнего и знатного предка. Сохраняется полигиния. Практикуются мужское и женское обрезание, заимствованные нгбака у соседних народов. Проводятся инициации (газа), во время которых используют традиционные маски (дагара).
Жилища нгбака представляют собой круглые хижины. Деревни образуют разбросанные по округе группы поселений.
У нгбака развито народное творчество, в частности, сочинение сказок, исполнение песен и танцев. Имеется сообщество профессиональных певцов-музыкантов ва-гбо нгомби, представляющее своеобразную касту. К основным музыкальным инструментам относят барабан, основание которого сделано в виде фигурки быка или антилопы, и арфу с декой в виде антропоморфной фигуры. Нгбака известны изготовлением скульптур из дерева и слоновой кости. Статуэтки и маски исполнены в едином стиле. Статуэтки имеют длинное туловище, короткие ноги и круглую голову. Маски имеют миндалевидную форму, часто вогнутое лицо, лоб у них пересечён изображением вертикальных шрамов.

## Язык
Представители народа нгбака говорят на языке нгбака ветви гбайя-мандза-нгбака, традиционно включаемой в состав убангийской подсемьи адамава-убангийской семьи нигеро-конголезской макросемьи. Данный язык известен также под названиями «нгбака гбайя» и «нгбака минагенде». Диалектные различия в языке нгбака проявляются слабо. Письменность основана на латинской графике. Язык изучается в начальных школах. Как второй язык нгбака распространён среди соседних близкородственных этнических групп, на нём говорят носители языков гилима, мбанджа, моно и нгбунду. Среди нгбака помимо родного также распространены языки гбайя и лингала, и отчасти французский. По данным 2000 года до 600 тысяч носителей языка нгбака были монолингвами.

## Религия
Основной религией, распространённой у нгбака, является христианство, главным образом католицизм, также среди нгбака есть приверженцы традиционной религии и последователи афрохристианских церквей. По данным сайта организации Joshua Project христиане составляют 99 % верующих нгбака (24 % — евангелисты), приверженцы традиционных верований — 1 %.
До принятия христианства среди нгбака была распространена, а отчасти сохраняется и теперь, вера в верховное божество Гале (Гбонбосо). В основе мифа о происхождении нгбака лежит легенда о кровосмешении брата и сестры Сето и Набо, которые были отправлены на землю божеством Гале (Гбонбосо) и потомство которых дало начало народу нгбака. Сето и Набо почитаются всеми нгбака, статуэтки мифических предков хранятся на домашнем алтаре (твабозо). Им приписывается свойство защиты семьи от болезней и разного рода несчастий. Широко распространено гадание. Существует тайное общество колдунов Ви-Лими.